# Clitumne
 (juin 2019).
Améliorez-le ou discutez des points à vérifier. 
Le Clitumne (latin Clitumnus ; italien Clitunno) est une rivière italienne, qui traverse l'Ombrie, dans la province de Pérouse, et se jette dans le Topino, affluent du Tibre.

## Histoire
Connue déjà par les Latins (sous le nom Clitumnus), sous la protection de Jupiter, elle était chantée par Virgile dans les Géorgiques qui attribua à ses eaux des pouvoirs miraculeux. Son territoire est chanté aussi par Pline le Jeune.
Les sources de la rivière ont été chantées par George Byron, dans Le Pèlerinage de Childe Harold (Childe Harold's pilgrimage, 1818). En 1848, Alexandre Dumas mentionne les « bergeries de Clitumne » dans Catilina.

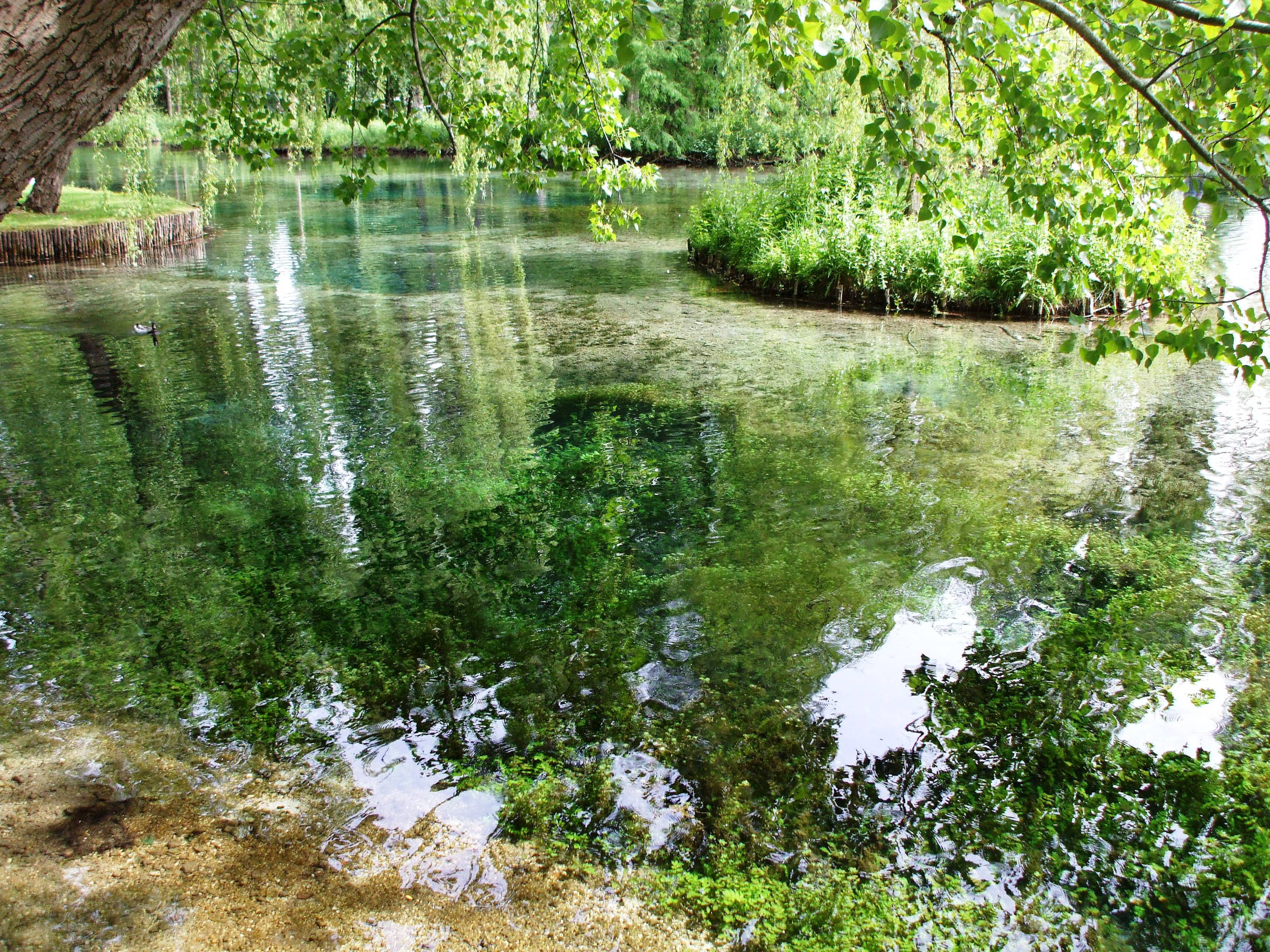
Les sources du Clitumne.

En 1852, Paolo Campello della Spina acheta ce territoire et il le transforma en un parc, chanté par Giosuè Carducci, en 1876, dans la poésie Alle Fonti del Clitunno.
Percival Lowell, dans son livre Mars, donna son nom à un canal de la planète Mars.